# Ultima fermata (prima edizione)
La prima edizione del reality show Ultima fermata è andata in onda in prima serata su Canale 5 dal 23 marzo al 13 aprile 2022 per quattro puntate di mercoledì con la conduzione di Simona Ventura.

## Le coppie
Legenda:
     La coppia ha deciso di uscire insieme.
     La coppia ha deciso di uscire separati.
     La coppia è stata espulsa.
N.B. :
- La persona evidenziata in corsivo è quella che chiama la trasmissione.
- La persona evidenziata in grassetto è quella che richiede per prima il confronto finale.

| Coppia | Coppia             | Coppia          | Stato                | Decisione finale |
| ------ | ------------------ | --------------- | -------------------- | ---------------- |
| 1      | Valeria Marino     | Maurizio        | sposati da 13 anni   | Separati         |
| 2      | Adryana Seredova   | Jonatan Rosati  | fidanzati da 4 anni  | Separati         |
| 3      | Luisiana Romanella | Biagio Di Buono | fidanzati da 10 anni | Insieme          |
| 4      | Valentina Commisso | Samuel Storari  | sposati da 6 anni    | Separati         |
| 5      | Stefania Campanile | Giorgio Costa   | sposati da 4 anni    | Insieme          |
| 6      | Stefania Pellicoro | Luca Santoiemma |                      | Insieme          |
| 7      | Francesca          | Luigi           |                      | Separati         |
| 8      | Lucia              | Manuel          |                      | Separati         |
| 9      | Valentina Monaco   | Marco Falsario  |                      | Insieme          |
| 10     | Celeste            | Giuseppe        |                      | Insieme          |

## Ascolti
| Puntata | Messa in onda  | Telespettatori | Share  |
| ------- | -------------- | -------------- | ------ |
| 1       | 23 marzo 2022  | 2 099 000      | 12,36% |
| 2       | 30 marzo 2022  | 1 892 000      | 10,97% |
| 3       | 6 aprile 2022  | 1 707 000      | 10,56% |
| 4       | 13 aprile 2022 | 1 750 000      | 11,80% |
| Media   | Media          | 1 862 000      | 11,42% |